# 舞子タワー

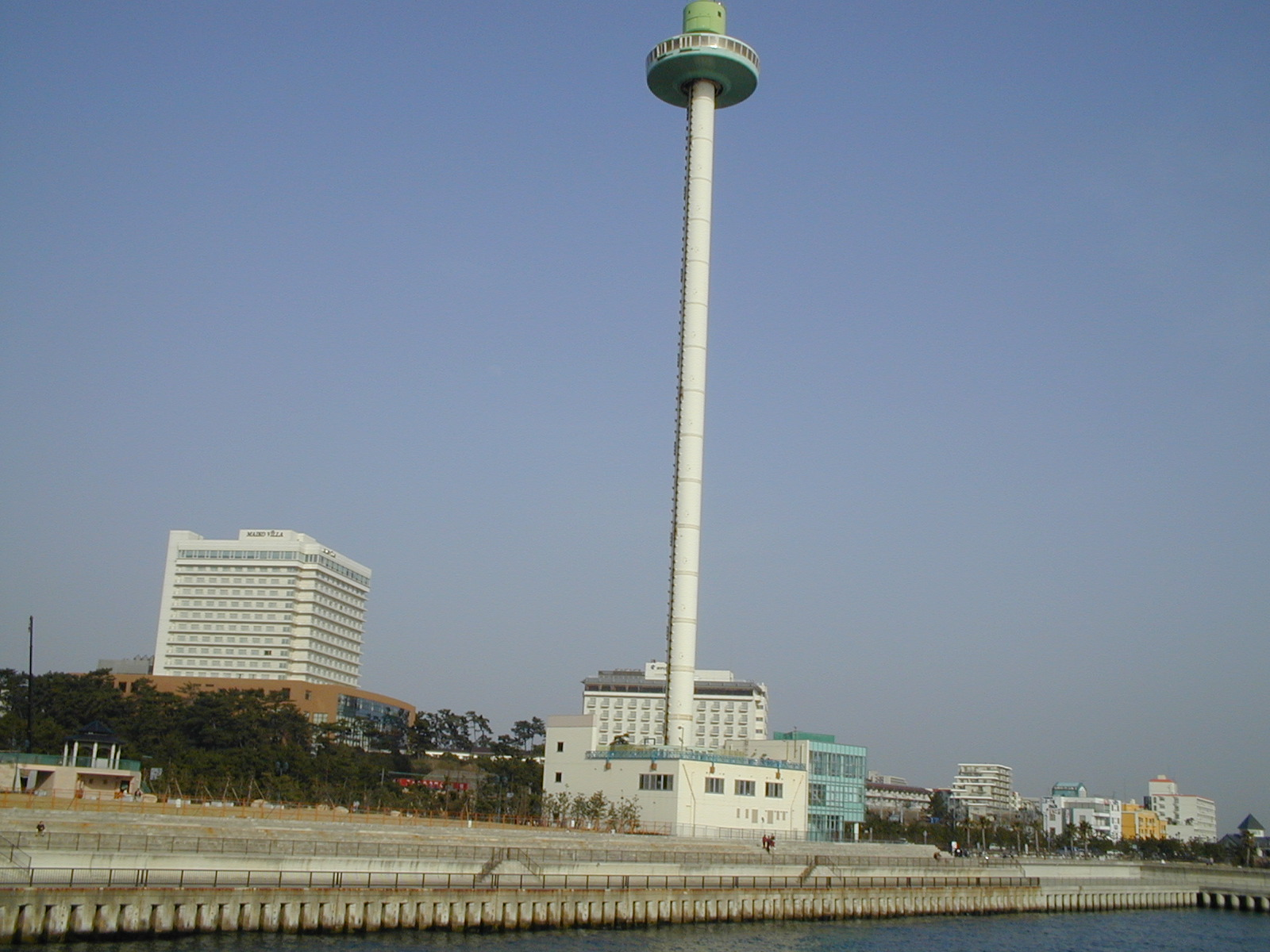
2001年3月撮影

舞子タワー（まいこタワー）は、兵庫県神戸市垂水区にかつて存在した回転昇降式の展望塔。近畿地方で唯一の回転昇降式タワーであった。開業2年目には27万人の利用客数となった。
世界最大級の吊り橋である明石海峡大橋の建設工事見学のため、神戸市都市整備公社（現在の神戸住環境整備公社）が建設した。全長103.5mであった。
橋の完成後には撤去する方針のもと、周辺の埋立地を所有する本州四国連絡橋公団、付近一帯を公園として整備する計画の兵庫県、神戸市の三者により建設が決定する。
橋の工事が進捗するにつれて徐々に客足が伸びてくると、神戸市は観光施設として存続させたいという意向を示すようになり、タワーがあると公園整備に支障をきたすと考える兵庫県と確執が生じた。
現在、跡地には「舞子タワー跡地」と書かれた石碑が設置されている。

## 沿革
- 1992年 - 設置[3]。
- 1997年12月 - 営業休止[2]。
- 1998年4月 - 橋の開通にあわせてリニューアルオープン[1]。
- 2002年
  - 3月 - 閉鎖[3]。
  - 6月 - 撤去[1]。